# Řečice (okres Žďár nad Sázavou)
Řečice (německy Retschitz) je obec v okrese Žďár nad Sázavou v Kraji Vysočina. Žije zde 465 obyvatel.

## Historie
První písemná zmínka o obci pochází z roku 1366.

## Obyvatelstvo
| Rok            | 1869 | 1880 | 1890 | 1900 | 1910 | 1921 | 1930 | 1950 | 1961 | 1970 | 1980 | 1991 | 2001 | 2010 |
| Počet obyvatel | 649  | 607  | 647  | 668  | 603  | 613  | 578  | 514  | 520  | 522  | 503  | 459  | 462  | 471  |

## Školství
- Základní škola a Mateřská škola Řečice

## Pamětihodnosti
- Kaple Svaté Rodiny – stojí na návsi, původně dřevěná
- Kamenný pomníček obětem první světové války a legionářům – postavený v roce 1928
- Křížová cesta z roku 2005